# 에어 포스 (신발)

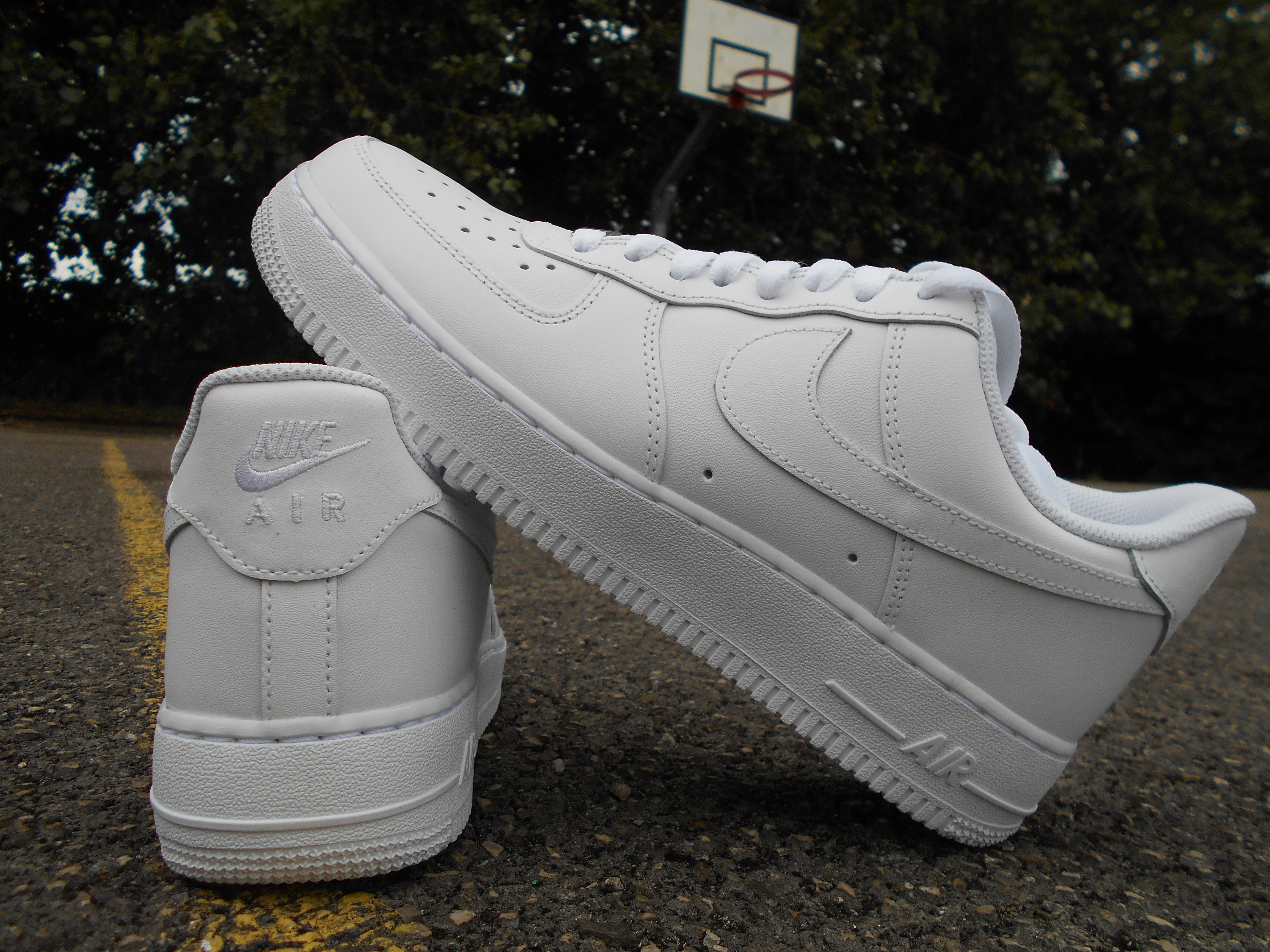
나이키 에어포스 원 - 로우 탑

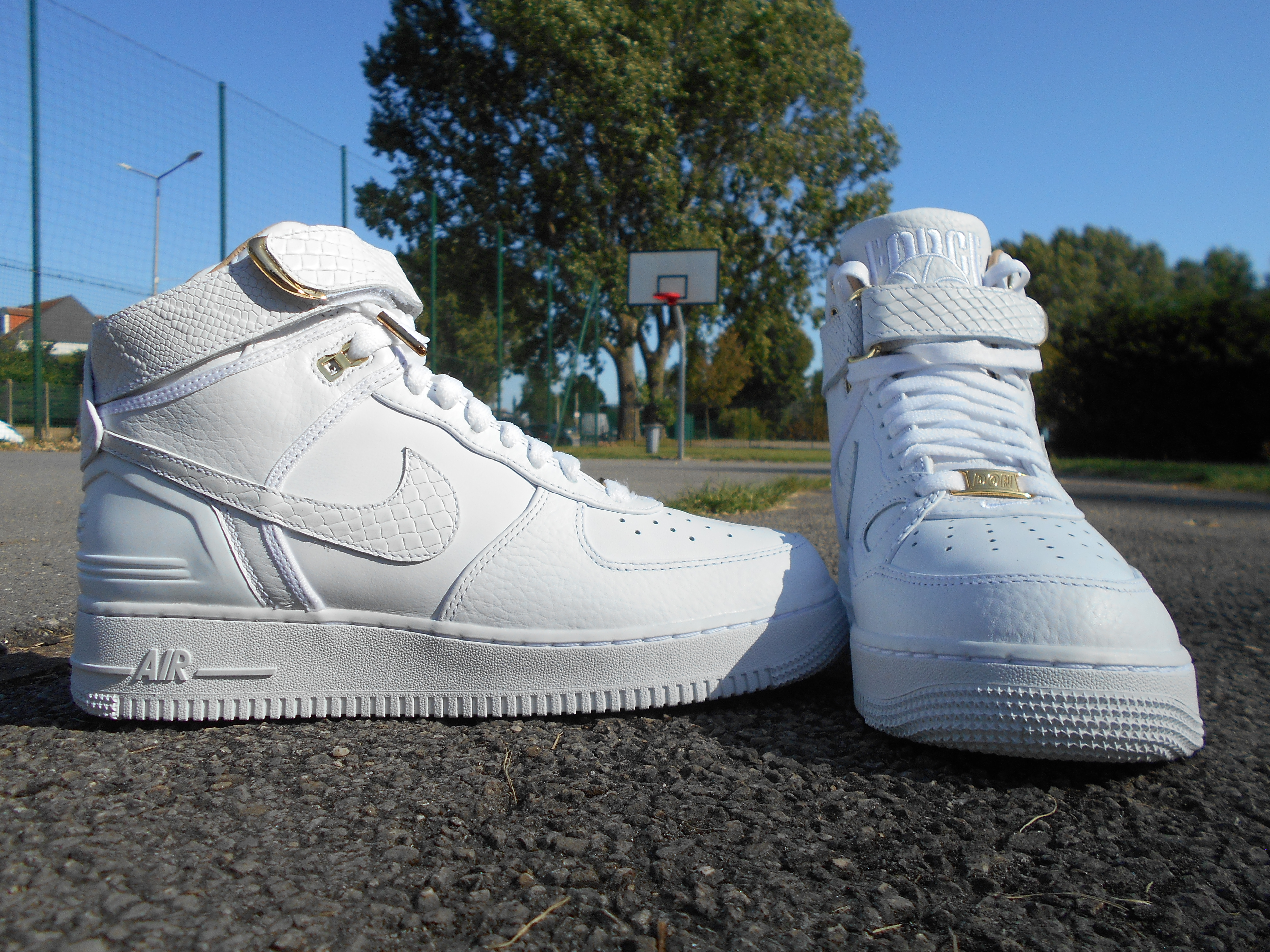
나이키 에어포스 원 - 하이 탑

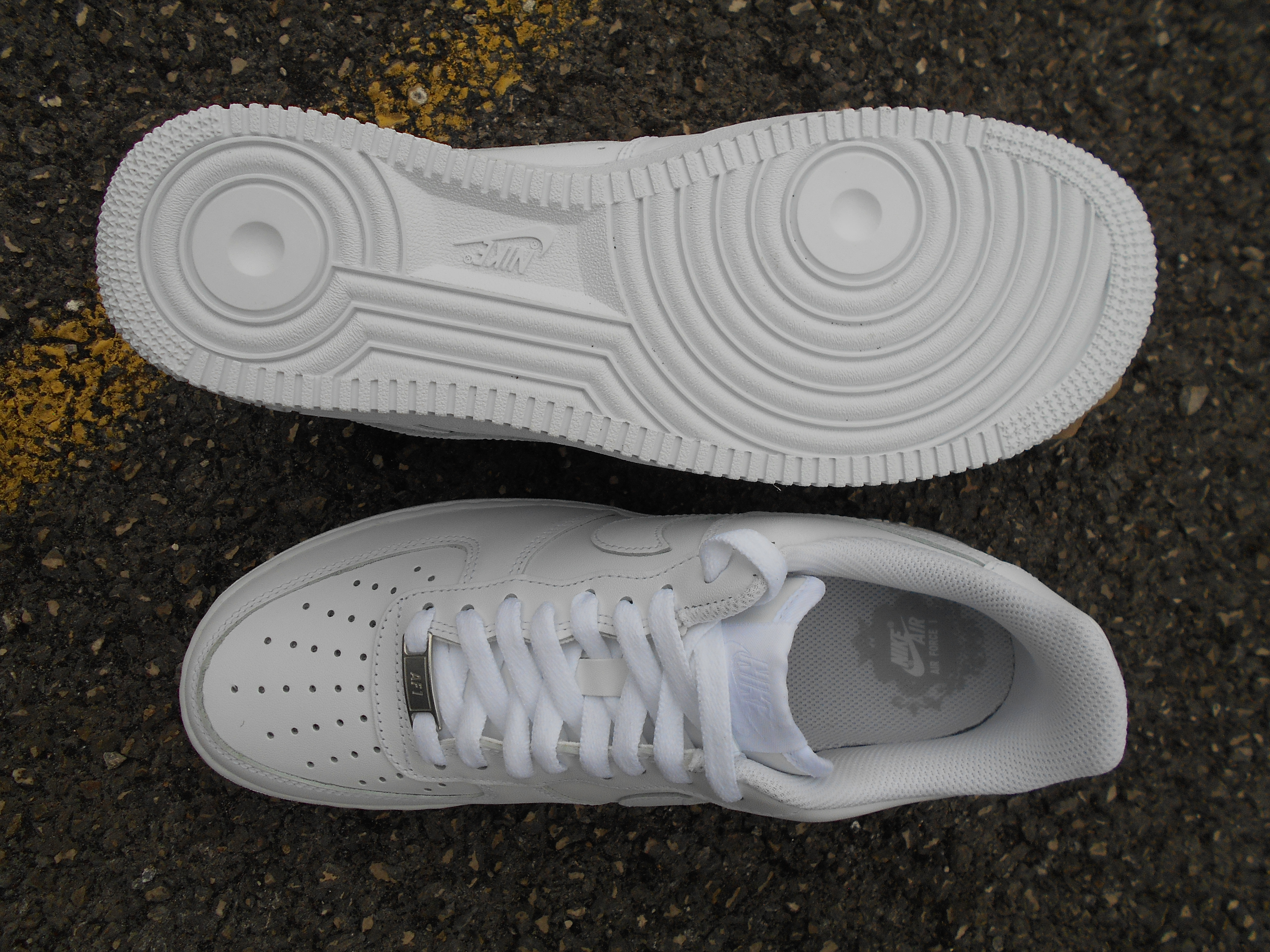
나이키 에어포스 원 - 상측 및 하측면

에어 포스(Air Force)는 나이키에서 만든 운동화 시리즈로, 에어 포스 1을 시작으로, 에어 포스 2, 에어 포스 3, 에어 포스 STS, 에어 포스 5, 에어 포스 XXV, 에어 포스 09를 포함한다. 에어 포스는 브루스 킬고어(Bruce Kilgore)에 의해 디자인되었으며나이키의 에어 기술을 사용한 첫 농구화다.신발 스타일은 로우, 미드, 하이-탑 총 3가지로 제공된다.

## 세부 정보
본 신발은 5개의 각자 다른 스타일로 판매된다. 로우, 미드, 슈퍼 로우, 하이, 그리고 슈퍼하이다. 미드에는 연결된 스트랩이 이 있으며, 하이-탑 에어포스 1은 벨크로 스트랩과 함께 제공된다. 미드-탑 스트랩은 신발에 고정되며, 일부 버전에서는 하이 탑 스트랩을 조절하거나 분리할 수 있다. 비록 에어 포스는 서로 다른 색과 색 구성으로 출시되지만, 판매되는 가장 일반적인 에어 포스 원의 색깔은 화이트(화이트-온-화이트이라고도 함)이다. 두 번째로 가장 흔한 것은 솔리드 블랙(블랙-온-블랙이라고도 함)이다.
에어포스 1 신발의 또 다른 특징은 신발 끈의 가장 밑부분에 고정되어 있지만 신발 끈에서 미끄러져 떼어낼 수 있도록 양쪽에 구멍이 있는 작은 메달이다. 메달에는 "AF-1"이라는 글자가 새겨져 있으며, 그 옆에는 "82"라는 에어포스가 첫 출시된 연도가 새겨져 있으며, 역사적으로 은색 금속(아마도 백랍)으로 만들어졌을 것이다. 메달의 원래 디자인은 조금 더 원형에 가까웠다. 하지만 2007년, 에어 포스 원의 25주년을 기념해 재설계된 메달의 디자인은 직사각형이다. (디자인에는 또한 글씨를 새긴 곳을 흰색 플라스틱으로 감싸는 것도 포함되었지만, 원래 메달의 재료에 유리하게 제외되었다.)

## 역사
에어 포스 원(Air Force 1, AF1, AF-1)은 본래 에어 포스 원이라고 불리지 않았다. 브루스 킬고어(Bruce Kilgore)가 신발을 디자인했다.이 이름은 미국 대통령을 태운 비행기인 에어포스 원에서 유래되었다. 나이키 에어 포스 원은 래 도심 속 젊은이들의 선호 신발로 여겨졌는데, 특히 뉴욕 할렘에서 그랬다. 그래서 "업타운(Uptowns)"이라는 별명이 붙었다.
에어 포스 원은 1982년에 생산되었고, 1984년에 단종되었다. 1986년, 신발 뒷꿈치 부분에 스우시(swoosh)가 새겨진 현대식 이탤릭체 나이키 로고가 재출시되었다. 에어 포스 원의 디자인은 1982년 출시된 이후로 거의 바뀌지 않았지만, 현대판 신발에서는 사이드 패널의 원래 스티칭이 더 이상 존재하지 않는다. 그 이후로 1,700개 이상의 색상 변형이 생산되어 연간 약 8억 달러의 수익을 올리고 있다. 특정 소매업자들이 에어 포스 원을 온라인으로 판매하는 것은 나이키 측이 이 운동화 공급을 제한해 금지한 바 있다.  나이키는 이제 소매상들이 이 신발을 온라인으로 판매하는 것을 허용한다.

## 성능적인 사용
퍼포먼스용 신발로, 에어 포스 원은 여전히 선수용 신발뿐만 아니라 스트리트 플레이용으로도 사용된다.NBA 선수인 제리 스택하우스(Jerry Stackhouse, 현재는 아디다스를 착용)와 라시드 월리스(Rasheed Wallace)는 코트에서 에어 포스 원을 착용했다. 또한 패션에서도 깊게 사용된다.

## 음악
세인트 루이스(St. Louis) 래퍼 넬리(Nelly)와 그의 그룹 세인트 루나틱스(St. Lunatics)는 2002년 "Air Force Ones"라는 제목으로 이 신발에 관한 싱글을 공동 작업했다. 이 신발은 또한 DJ 프리미어가 프로듀싱한 카니예 웨스트, 나스, 라킴, KRS-One의 콜라보레이션인 2007년 싱글 "Classic (Better Than I've Been)"의 초점이 되기도 하다. "Black Air Force 2's"는 더 게임 (래퍼)의 세 번째 정규 음반인 LAX에서 발매된 2008년 싱글 "Dope Boys"의 가사 두 번째 줄에 언급되어 있다.

## 시장 판매
에어 포스 원은 흔히 스니커헤드(sneakerhead)로 불려지며, 스니커즈 수집가들에게 최고의 수집용 신발이 되었다. 몇몇 희귀한 디자인의 에어 포스 원은 소매가의 몇 배를 좌우할 수 있다.

## 논쟁
나이키는 미국 법원에서 에어 포스 원의 상표권을 강력하게 지지해왔다. 에어 포스 원의 상표권 침해 혐의자를 고소해, 에어 포스 원의 상표권 무효 소송을 제기한 사례도 있다. 몇 달 후, 나이키는 분명히 피고의 맞고소가 성공할 수 있다고 우려했다. 나이키는 본사의 모든 주장을 편견으로 일축하고 피고에게 "고소하지 않겠다는 약속"을 내렸다. 항소에 올라온 쟁점은 나이키의 전략이 전체 분쟁의 불씨를 지폈는가 하는 점이었다. (더 이상 활동적인 사건이나 논란이 없었음을 의미한다.) 그래서 미국 연방법원은 피고의 반소를 듣기 위해 사법권을 박탈당했다. 2013년 1월 9일, 미국 대법원은 만장일치로 나이키의 손을 들어주었다.

## 최신 버전

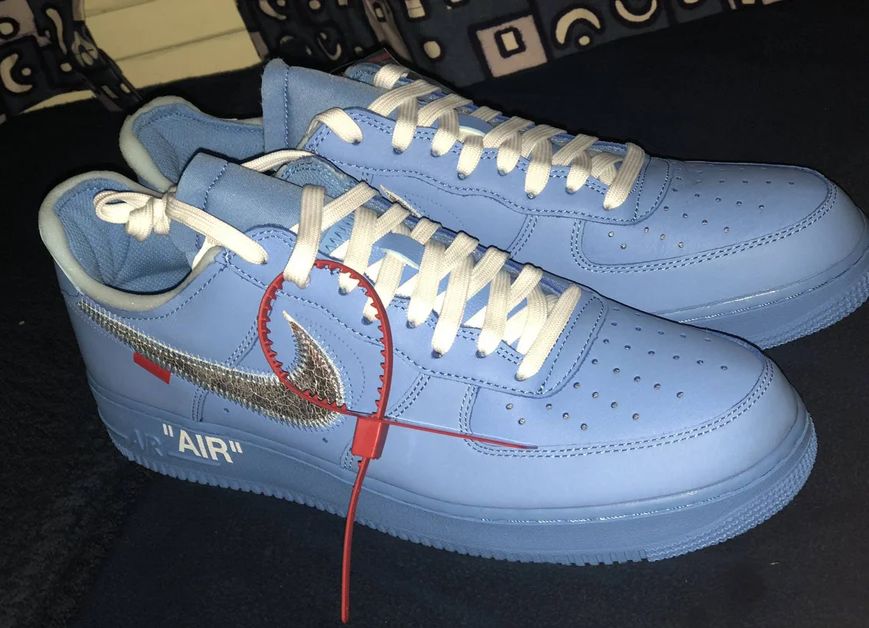
나이키와 오프 화이트의 콜라보 버전

1987년에 출시된 신발 에어 포스 2는 오리지널의 새로운 변형이다. 이 신발은 다양한 색상으로 제작될 수 있는 전형적인 납작한 밑창의 평상에 신을 수 있는 운동화이다. 또한, 에어 포스 2는 2000년대 초에 국제적으로 재발매되었으며 로우 컷이나 하이-탑 스타일로 만들 수 있다.
신발은 아무 색상으로 커스텀이 가능하다. 그러나 일반적으로 흰색 또는 검은색 바탕에 나이키 스우시와 뒷굽을 채우는 데 사용되는 거의 모든 색상의 배경을 가지고 있다.
1988년에 출시된 에어 포스 3은 에어 포스 시리즈 중에서 가장 유명한 버전이였다. 그 당시 많은 농구 선수들이 신은 신발이기도 했다. 에어 포스 3은 전작의 두 버전보다 더 투박한 디자인이며, 내구성이 더 좋았다. 원래 색상은 흰색/중회색/검정색이었지만, 얼마 지나지 않아 몇 가지 다른 색이 도입되었다. 이 모델에는 실제 "에어 포스" 로고가 도입되었으며, 혀 부분에 농구공의 절반이 그려져 있다. 이 로고는 에어 포스 시리즈의 후속작에 사용될 것이다. 에어 포스 III는 2006년에 하이-탑 디자인의 매우 제한된 색상으로 재발행되었다. 로우-탑 버전에는 여러 가지 색상이 있다. 에어 포스 4, 에어 포스 IV로 알려져 있는 에어 포스 STS는 1989년에 발매되었다. 에어 포스 STS의 명칭은 우주왕복선의 공식 명칭인 우주 교통 시스템을 지칭하는 것으로 예상된다. 그것은 데이비드 로빈슨(David Robinson)이 신인 시절에 정기적으로 착용했다. 에어포스 STS는 나이키의 코끼리 무늬가 특징이며, 또한 처음 세 버전의 에어포스 시리즈보다 약간 더 높다. 에어 포스 5는 1990년에 발매되었다. 에어포스 5은 에어 백을 신발 옆굽에 보이게 한 최초의 모델이다. 가장 인기 있는 색상은 화이트/미디움 그레이/블랙/오렌지였다. 가장 인기 있는 색상은 화이트/미디움 그레이/블랙/오렌지였다. 이것은 또한 만들어진 마지막 에어 포스의 기종이었다.

## 레트로, 복고풍 버전
2007년, 신발 에어 포스 원의 출시 25주년을 기념하기 위해, 나이키는 1982년에 출시된 원작 에어 포스 원에서 영감을 얻은 에어 포스 XXV를 만들었다. 이 버전은 25주년을 기념하여 일치하지 않는 메달 세트를 특징으로 한다.하나는 원래 에어 포스 원에서 나온 것이고 다른 하나는 에어 포스 25에서 나온 것이다. 도입 이후, 많은 다양한 에어 포스 원은 유명인사들과 운동선수들에 의해 서명되거나 영감을 받았다.
또한 2007년에는 에어 포스 원의 출시 25주년을 기념하여 두 개의 최고급 신발이 소개되었다. 그것들은 이탈리아에서 수작업으로 만들어졌는데 하나는 악어 가죽으로, 다른 하나는 아나콘다 가죽으로 만들어졌고, 둘 다 금으로 된 끈으로 장식되었다. 이 운동화들은 극도로 제한된 수량으로 판매되었고, 정가는 2000달러로 시장에 진입한 운동화들 중 가장 비싼 운동화들 중 하나가 되었다.
2009년, 나이키는 오리지널 신발의 업데이트인 에어포스 09를 만들었다. 그 신발은 검은색이나 흰색 단색으로 나온다.
2010년, 나이키는 클락 켄트(DJ Clark Kent)에게 나이키 에어포스 1 로우팩의 디자인을 의뢰했다.
2017년 나이키는 돈 C(Don C), 카림 "빅스" 버크(Kareem “Biggs” Burke), 에롤슨 휴(패션 브랜드 아크로님의 설립자), 트래비스 스콧, 버질 아블로(오프 화이트의 설립자)와 함께 신발 35주년을 기념했다.
2020년, 나이키는 티어-어웨이(Tear-Away) 버전의 에어 포스 원을 출시 한다. 티어-어웨이 버전의 스니커즈는 커스터마이징 가능하게 나이키사에서 출시되었다. Tear Away AF-1은 1982년 특유의 스타일과 상부 선 디자인에 충실하다. 상부의 얇은 흰색 층 안에는 숨겨진 화려한 색상 스펙트럼이 있다.
나중에 나이키는 "커스텀 에어포스 1 Custom Air Force 1"이라고 불리는 에어 포스 원의 옵션을 출시했는데, 구매자는 프리미엄 가죽이나 스웨이드로 신발의 모든 부분, 예를 들어 고무 트랙션 유형 및 마감을 선택할 수 있어, 신발의 모든 부분을 함께 디자인해 독특한 외관을 만든다.
디자인과 함께, 나이키는 뒷면 로고까지 바꿀 수 있게 한다. 착용자는 "AIR"를 임의의 세 개의 문자로 대체할 수 있으며, 심지어 왼쪽과 오른쪽의 다른 문자를 선택할 수도 있다.

## 영화와 TV에서
2008년~2014년, 잭스 텔러(Jax Teller), 찰리 훈남(Charlie Hunnam)으로 활동하는 그는 그의 트레이드마크인 화이트-온-화이트 레트로 로우 탑 버전의 에어포스 원을 무정부 상태의 아들들(Sons of Anarchy)시리즈의 마지막 에피소드에서 그것들이 폐기될 때까지 착용한다.
2016년, 퀵 실버(Quicksilver, 배우 에반 피터스(Evan Peters)가 연기)는 영화 엑스맨: 아포칼립스(X-Men: Apocalypse)에서 커스텀 실버 컬러의 에어포스 1을 사용한다.